# 阿部瑪利亞
阿部玛利亚（日语：／ Abe Maria，1995年11月29日—）是在臺灣發展的日本女藝人、YouTuber，為女子偶像團體AKB48及AKB48 Team TP前成員，以及網路節目《木曜4超玩》主持人之一，神奈川縣出身。2010年以AKB48第10期生身份出道，2017年12月1日起自AKB48移籍至AKB48在台子團TPE48（現AKB48 Team TP），成為TPE48第一位正式成員，2019年10月自AKB48 Team TP畢業，在台灣展開個人演藝活動。2019年4月11日首次參與演出《木曜4超玩》一日系列第98集「一日郵差」，並於2020年11月26日正式成為該節目的固定主持人。2025年1月1日，在個人臉書貼文及個人經營的Youtube頻道影片公開表示，已離開前經紀公司隨身遊戲/麥卡貝網路電視，成立自媒體自營商阿部桑有限公司。

## 個人經歷

### AKB48集团成员時期
2010年
- 3月，參加AKB48第10期生的甄選合格，作為研究生候補。
- 6月12日，審査合格，成為研究生。

2011年
- 7月23日，演唱會「AKB48西武巨蛋演唱會」第2天，發表升格為Team 4的正式成員[5]。

2012年
- 3月25日，演唱會「業務連絡。拜託了，片山部長！ in埼玉超級競技場」的第3日公演，獲宣布移籍經紀公司到日本音樂娛樂[6][7]。
- 5月23日在AKB48發售的第26張單曲《仲夏的Sounds good!》中，初次進入為選抜成員[8][9]。
- 8月24日，在演唱會「AKB48 in TOKYO DOME ～1830m的夢想～」組閣中分配至TeamK[10]。
- 9月18日，AKB48第29張單曲選拔猜拳大會中獲得第六名，成為在12月5日發行的第29張單曲《永遠的壓力》選拔成員[11]。

2013年
- 3月23日，時裝秀「Girls Award 2013 SPRING/SUMMER」首次登台走秀，與前田亞美一同成為篠田麻里子個人服裝品牌「ricori」的模特兒[12]。
- 5月11日，在《CUTiE》雜誌中首次做為平面雜誌模特兒出道[13]。
- 在7月23日發售的女性時尚雜誌《Soup.》9月號中開始擔任該誌的專屬模特兒[14]。是繼篠田麻里子、小嶋陽菜後擔任時尚雜誌專屬模特兒的AKB48成員[15]。
- 9月18日，AKB48第34張單曲選拔猜拳大會中獲得第五名，成為12月11日發行單曲《倘若在梧桐樹什麼的》選拔成員之一。

2014年
- 7月開始擔任男性時尚雜誌《SamuraiELO》專屬模特兒，成為AKB48中首位同時擔任兩本時尚雜誌專屬模特兒的成員[16]。

2017年
- 9月1日，與Team B台湾留学生馬嘉伶共同出席在台北信義商圈「Mercedes-Benz Pop Up Taipei」舉行的TPE48一期生徵選活動開跑記者會，同時阿部發表將移籍TPE48的消息[17][18][19]。

- 11月30日，阿部瑪利亞在AKB48 Team K的最後劇場公演「最終鐘聲鳴響－阿部瑪利亞送行會」後正式結束AKB48的所有活動[20]。

2018年
- 7月30日，由于TPE48的台灣營運方經營不善，造成團體活動暫時停止，阿部瑪利亞短暫返回日本後即回到台灣[21][22]。
- 8月26日，由TPE48改组成立的AKB48 Team TP正式亮相，阿部瑪利亞作為正式成員参與首秀。
- 12月25日，AKB48 Team TP正式發行首張單曲《勇往直前》。

2019年
- 8月26日，於「AKB48 Team TP一周年紀念直播」（浪Live）中發表畢業。
- 10月19日，在AKB48台北小巨蛋演唱會「AKB48 in Taipei 2019～Are You Ready For It?～」中舉辦畢業典禮後正式畢業[23][24]。

### 自AKB48集团畢業後
2019年
- 11月7日，於麥卡貝網路電視《木曜4超玩》節目中宣布加入該節目固定班底[25]。

2020年
- 11月26日，於《木曜4超玩》節目中宣布正式成為節目主持人[26]。
- 12月18日，發行首張個人數位單曲《Shine Shine the Night》。

2021年
- 1月7日，開設「阿部瑪利亞 Maria Abe」YouTube頻道，並於1月15日起，每週五晚間八點準時上架新影片。
- 5月8日，於中信兄弟主場擔任開球嘉賓。
- 12月2日，獲得YouTube台灣快速竄升創作者第二名。
- 12月14日，發行第二張個人數位單曲《（戀愛警報）》。
- 12月31日，與木曜四超玩其餘五位固定班底，一同登上台北最HIGH新年城跨年晚會擔任主持人。

2022年
- 4月22日，於桃園漁人島與海相遇演唱會進行首次個人solo商演。
- 10月2日，於富邦悍將主場擔任開球嘉賓。
- 12月31日，於宜蘭市蘭城新月廣場「2023宜蘭熊讚」跨年晚會演出。

2025年
- 1月1日，宣布退出隨身遊戲，由個人創辦阿部桑有限公司。

## 人物
- 加入AKB48初期自我介紹詞是「10期研究生、中學3年生14歳的阿部瑪利亞」。優點是身材高挑、自我步調、意志成熟和堅固、能哄小孩[27]、熱愛美食，缺點是自我步調、記性差[27]。
- 擅長舞蹈，4歲開始學習才藝，9歲時學習芭蕾，但不擅長運動。小時候的夢想是成為模特兒，在加入AKB48前曾參加『Hana*chu→』青少女流行雜誌徵選，順利成為讀者模特兒[28]。2013年成為時尚雜誌專屬模特兒，並登上「GirlsAward」、「Tokyo Fashion Collection」[29]等時裝秀。
- 能彈奏電貝斯，曾在劇場公演及演唱會「AKB48 祝 高橋南畢業「148.5cm看到的夢想」 in 橫濱體育場」中演奏。
- 在AKB48成員中，亲密的朋友是伊豆田莉奈、市川美織[30]、入山杏奈、横山由依和加藤玲奈[31]。尊敬、嚮往的前輩是篠田麻里子、秋元才加[28]、北原里英[32]。

## 音乐作品

### 以個人身分發行的音樂作品

#### 數位單曲
|     | 發行日期       | 單曲名稱              | 詞曲                                                                                    | 備註                         |
| --- | -------------- | --------------------- | --------------------------------------------------------------------------------------- | ---------------------------- |
| 1st | 2020年12月19日 | Shine Shine the Night | 作詞：曼達、溫蒂蒂 Wendy T.、鍾子揚TeN 作曲：3R2、曼達、溫蒂蒂 Wendy T. 編曲：3R2       |                              |
| 2nd | 2021年12月14日 | （戀愛警報）          | 作詞：阿部瑪利亞、溫蒂蒂 Wendy T. 作曲：Mingus、溫蒂蒂 Wendy T. 編曲：Mingus、梯依恩TeN |                              |
| 3rd | 2023年10月27日 | 11TH HOUR             | 作詞：Chris Flow唐仲彣 作曲：Chris Flow唐仲彣 編曲：Chris Flow唐仲彣                    |                              |
| 4th | 2024年8月27日  | 射吧！我的弓          | 作詞：孫惟傑 作曲：劉家凱                                                               | 收錄於《正港分局》影集原聲帶 |

#### 音樂合作
| 發行日期      | 專輯名稱                              | 專輯歌手  | 參與歌曲名稱            | 名義                                     | 備註                       |
| ------------- | ------------------------------------- | --------- | ----------------------- | ---------------------------------------- | -------------------------- |
| 2021年2月11日 | 木曜跨界演唱會-Rising （數位專輯）    | 木曜4超玩 | 木曜4超玩（同名主題曲） | 木曜4超玩                                | 全體主持人及阿達共同演唱   |
| 2021年2月11日 | 木曜跨界演唱會-Rising （數位專輯）    | 木曜4超玩 | 山山                    | 阿部瑪利亞、KID林柏昇、大淵（頑童MJ116） |                            |
| 2021年2月11日 | 木曜跨界演唱會-Rising （數位專輯）    | 木曜4超玩 | Shine Shine the night   | 阿部瑪利亞                               |                            |
| 2021年2月11日 | 木曜跨界演唱會-Rising （數位專輯）    | 木曜4超玩 | Bring you to life       | 木曜4超玩                                | 全體主持人及黃明志共同演唱 |
| 2021年6月3日  | 過得爽爽 (Phat Life)                  | 大淵MUTA  | 煮愛 ft.阿部瑪利亞      |                                          |                            |
| 2022年4月1日  | 木曜跨界演唱會-Awakening （數位專輯） | 木曜4超玩 | 愛你管                  | 阿部瑪利亞、旺福                         |                            |

### AKB48集团参与歌曲
- 註：標註「★」符號者表示該首歌曲有拍攝MV

#### 單曲CD
AKB48 Team TP 
|     | 發行日期       | 單曲名稱     | 參與歌曲名稱 | MV | 備註  |
| --- | -------------- | ------------ | ------------ | -- | ----- |
| 1st | 2018年12月25日 | 勇往直前     | 勇往直前     | ★  | A面曲 |
| 1st | 2018年12月25日 | 勇往直前     | 樱花瓣       | ★  |       |
| 2nd | 2019年7月26日  | TTP Festival | TTP Festival | ★  | A面曲 |
| 2nd | 2019年7月26日  | TTP Festival | 綠草地的奇蹟 |    |       |

AKB48
|      | 發行日期       | 單曲名稱           | 參與歌曲名稱         | 名義            | 收錄於        | MV | 備註               |
| ---- | -------------- | ------------------ | -------------------- | --------------- | ------------- | -- | ------------------ |
| 20th | 2011年2月16日  | 變成櫻花樹         | 黃金中央人物         | Team 研究生     | 劇場盤        |    | 出道作品           |
| 21st | 2011年5月25日  | Everyday、髮箍     | Anti                 | Team 研究生     | 劇場盤        |    |                    |
| 23rd | 2011年10月26日 | 風正在吹           | 你的背影             | Under Girls     | 全版本        | ★  |                    |
| 23rd | 2011年10月26日 | 風正在吹           | 蓓蕾                 | Team 4+研究生   | 劇場盤        |    |                    |
| 24th | 2011年12月7日  | 崇尚麻里子         | 跑吧！企鹅           | Team 4          | 劇場盤        | ★  |                    |
| 25th | 2012年2月15日  | GIVE ME FIVE!      | 如果是榮格或佛洛伊德 | Special Girls C | 劇場盤        |    |                    |
| 26th | 2012年5月23日  | 仲夏的Sounds good! | 仲夏的Sounds good!   |                 | 全版本        | ★  | A面曲 初次进入选拔 |
| 27th | 2012年8月29日  | 格子花紋           | 那一天的風鈴         | Waiting Girls   | 劇場盤        |    |                    |
| 28th | 2012年10月31日 | UZA                | 破壞&重建            | Team K          | Type-K        | ★  |                    |
| 29th | 2012年12月5日  | 永遠的壓力         | 永遠的壓力           |                 | 全版本        | ★  | A面曲              |
| 30th | 2013年2月20日  | So long!           | 夕陽瑪麗             | Team K          | Type-K        | ★  |                    |
| 31st | 2013年5月22日  | 再見自由式         | 再見自由式           |                 | 全版本        | ★  | A面曲              |
| 31st | 2013年5月22日  | 再見自由式         | How come ?           | Team K          | Type-K        | ★  |                    |
| 33rd | 2013年10月30日 | 真心電流           | 細雪的悔悟           | Team K          | Type-K        | ★  |                    |
| 34th | 2013年12月11日 | 倘若在梧桐樹什麼的 | 倘若在梧桐樹什麼的   |                 | 全版本        | ★  | A面曲              |
| 35th | 2014年2月26日  | 勇往直前           | 早看穿你的謊言       | Beauty Giraffes | Type-A        | ★  |                    |
| 36th | 2014年5月21日  | 拉布拉多獵犬       | 心爱的对手           | Team K          | Type-K        | ★  |                    |
| 38th | 2014年11月26日 | 希望無限           | 第一次兜风           | Team K          | Type-K        | ★  |                    |
| 42nd | 2015年12月9日  | 紅唇Be My Baby     | 姊姊的自言自語       | Team K          | Type-B        | ★  |                    |
| 44th | 2016年6月1日   | 不需要翅膀         | 哀愁小號手           | Team K          | Type-C 劇場盤 | ★  |                    |

#### 專輯CD
AKB48
|     | 發行日期       | 專輯名稱                     | 參與歌曲名稱      | 名義                    | 收錄於          | 備註 |
| --- | -------------- | ---------------------------- | ----------------- | ----------------------- | --------------- | ---- |
| 3rd | 2011年6月8日   | 就是在這裡                   | High school days  | Team 研究生             | 全版本          |      |
| 3rd | 2011年6月8日   | 就是在這裡                   | 就是在這裡        | AKB48+SKE48+SDN48+NMB48 | 全版本          |      |
| 4th | 2012年8月15日  | 1830m                        | 直角Sunshine      | Team 4                  | 全版本          |      |
| 4th | 2012年8月15日  | 1830m                        | 藍天 不會寂寞嗎？ | AKB48+SKE48+NMB48+HKT48 | 全版本          |      |
| 5th | 2014年1月22日  | 未來軌跡                     | 破烂蓝调          |                         | Type-B          |      |
| 5th | 2014年1月22日  | 未來軌跡                     | 共犯              | Team K                  | Type-B          |      |
| 6th | 2015年1月21日  | 這裡是羅德斯島、在這裡跳吧！ | Conveyor          | Team K                  |                 |      |
| 7th | 2015年11月18日 | 0與1之間                     | 愛的使者          | Team K                  | MILLION SINGLES |      |

#### 音樂合作
除了以AKB48成員的名義參與的單曲與專輯歌曲外，阿部玛利亚也曾參與過以下並非以AKB48名義發行的歌曲作品之演唱：
| 發行日期      | 單曲名稱     | 參與歌曲名稱         | 名義       | 備註 |
| ------------- | ------------ | -------------------- | ---------- | --- |
| 2011年5月11日 | 初戀無法結果 | 初戀無法結果         | 丸少爺姐妹 | NHK所播映的卡通影片《丸少爺》第14季的片尾曲。                                                                   |
| 2011年5月11日 | 初戀無法結果 | 蝸牛～丸少爺姊妹版～ | 丸少爺姐妹 | 由已從AKB48畢業的前成員奧真奈美以「」（奧真奈美的平假名拼音）名義所發行的《丸少爺》第13季片尾曲單曲之翻唱版本。 |

#### 劇場公演小組曲
| 公演名稱                                        | 參與歌曲名稱         | 備註                       |
| ----------------------------------------------- | -------------------- | -------------------------- |
| 研究生時期（2010年6月22日 - 2011年7月23日）     |                      |                            |
| 研究生「偶像的黎明」公演                        | 暴風雨之夜           |                            |
| Team B 5th Stage「劇場的女神」公演              | 愛情的捉迷藏         | 前座Girl                   |
| Team B 5th Stage「劇場的女神」公演              | 暴風雨之夜           | 鈴木瑪莉亞・宮崎美穗的代役 |
| Team K 6th Stage「RESET」公演                   | 檸檬的年紀           | 前座Girl                   |
| Team K 6th Stage「RESET」公演                   | 為了明天而接吻       | 秋元才加的代役             |
| Team K 6th Stage「RESET」公演                   | 奇跡也趕不及合格     | 米澤瑠美的代役             |
| Team A 6th Stage「目擊者」公演                  | 迷你裙的妖精         | 前座Girl                   |
| Team A 6th Stage「目擊者」公演                  | 仙人掌與淘金熱       | 篠田麻里子・松原夏海的代役 |
| 大場Team 4時期（2011年7月23日－2012年10月25日） |                      |                            |
| Team 4 1st Stage 「我的太陽」公演               | 我 朱麗葉與雲霄飛車  |                            |
| 大島Team K時期（2012年11月1日－2014年4月16日）  |                      |                            |
| 大島Team K 「Waiting」公演                      | 暴風雨之夜           |                            |
| 大島Team K 「Waiting」公演                      | 初次的果糖           |                            |
| 大島Team K 「Waiting」公演                      | 曲終人盡             | 藤田奈那的代役             |
| 大島Team K 「Waiting」公演                      | 誘惑的吊襪帶         | 小林香菜的代役             |
| 大島Team K Waiting公演II「最終鐘聲鳴響」        | 對不起 我的寶石      |                            |
| 横山Team K時期（2014年5月7日－2015年8月26日）   |                      |                            |
| Team K 7th Stage「RESET」復活公演               | 奇跡也趕不及合格     |                            |
| 峯岸Team K時期（2015年9月1日－2017年11月30日）  |                      |                            |
| Team K 8th Stage「最終鐘聲鳴響」復活公演        | 22人姐妹之歌         |                            |
| Team 4 4th Stage「不要讓夢想死去」公演          | Confession           | 北川綾巴的代役             |
| 復活公演「我的太陽」                            | 我 朱麗葉與雲霄飛車  |                            |
| 春風亭小朝「夏娃是亞當的肋骨」公演              | 黑色天使             |                            |
| 春風亭小朝「夏娃是亞當的肋骨」公演              | 只給你的Chu!Chu!Chu! |                            |
| 外山大輔「密涅瓦呀，起風吧」公演                | 口對口的巧克力       | 舞木香純的代役             |

## 演出
以AKB48组合名义出演的节目、广告、活动等，请参考AKB48的演出列表，以AKB48 Team TP（包含TPE48）组合名义出演的节目、广告、活动等，请参考AKB48 Team TP#媒体出演。

### 演唱會
以AKB48組合名義演出的演唱會，請參考AKB48公演列表、AKB48 Team TP#活動。
- 木曜跨界演唱會－Rising《木曜4超玩五週年特別企劃》（2020年12月19日，國立臺灣大學綜合體育館）
- 木曜跨界演唱會－Awakening 《木曜4超玩六週年特別企劃》木曜會員專場（2021年12月25日，臺北流行音樂中心）
- 木曜跨界演唱會－Awakening 《木曜4超玩六週年特別企劃》全民同樂場（2021年12月26日，臺北流行音樂中心）

### 劇集
- 馬路須加學園2（2011年4月15日－7月1日，東京電視台） - 飾
- 馬路須加學園3（2012年7月13日－10月5日，東京電視台） - 飾
- So long ! （第2夜，2013年2月12日，東京電視台）
- 陪酒須加學園（第三、五集，2016年12月3日，東京電視台） - 飾
- 正港分局（2024年8月22日，Netflix） - 飾 茂木由美

### 朗读剧
- 腎上腺素之夜（2015年10月12日，東京六本木Zepp Blue Theater）

### 廣告
- Carl's Jr.（2016年5月11日）
- 優雅食（2020年12月18日）
- 星太郎野菜條餅（2020年12月21日）
- 野菜生活100綜合蔬果汁（2021年9月6日）
- OWNDAYS隱形眼鏡、眼鏡（2021年9月-）
- 夢想新大陸手機遊戲代言人（2021年11月-）
- OB嚴選品牌好友（2022年5月-）

### 時裝秀/模特兒走秀
- Claudia Wang（2021年10月8日）
- Wangliling（2023年10月17日）

### 綜藝節目
固定班底/主持人
- 木曜4超玩（麥卡貝網路電視）
  - 固定班底：2019年11月7日~2020年11月26日
  - 主持人：2020年11月26日至今

## 書籍

### 寫真集
- 阿部マリア写真集「台湾的性感女神」 週プレ PHOTO BOOK （2019年10月20日，集英社）

### 雜誌
雜誌連載
- Soup.（2013年9月號－2015年5月號，Jacke-media-capital（日语：ジャック・メディア・キャピタル））
- SamuraiELO（2014年9月號－2015年6月號，三榮書房（日语：三栄 (出版社)））

封面人物
- NIPPON POP COLLECTION 夏季號/2020 第8期 封面人物（2020年7月27日，ATC Taiwan）

### 日曆
- AKB48 阿部マリア [2012 海報年曆] （2011年11月19日，エンスカイ）
- 桌上 AKB48-147 阿部マリア 月曆 2013年 （2012年12月7日，わくわく製作所）
- （桌上）AKB48 阿部マリア 月曆 2014年（2013年12月6日，わくわく製作所）
- （桌上）AKB48 阿部マリア 月曆 2015年（2014年12月13日，株式会社 ハゴロモ）
- （桌上）阿部マリア 2016 AKB48 月曆（2015年12月，AKS）
- （桌上）AKB48 阿部マリア 月曆 2017（2016年12月，AKS）

## 外部連結
- 阿部瑪利亞的Facebook專頁
- 𝐌𝐚𝐫𝐢𝐚 阿部マリア的Instagram帳戶
- YouTube上的阿部瑪利亞 Maria Abe頻道
- AKB48個人介紹頁（日語）
- AKB48 TeamTP個人介紹頁（繁體中文）
- 日本音樂娛樂個人介紹頁（日語）
- TPE48個人介紹頁（繁體中文）
- 阿部 マリア Twitter
- TPE48 阿部マリア（阿部瑪利亞）的SHOWROOM專頁（繁體中文）
- 阿部瑪利亞官方部落格（日語）（2013年7月23日一2017年11月30日）